# Jack Beaumont
Jack Robert Beaumont (Maidenhead, 21 de noviembre de 1993) es un deportista británico que compite en remo.
Participó en dos Juegos Olímpicos de Tokio 2020, obteniendo una medalla de plata en Tokio 2020, en la prueba de cuatro scull, y el quinto lugar en Río de Janeiro 2016, en la misma prueba.
Ganó una medalla de plata en el Campeonato Mundial de Remo de 2017 y tres medallas en el Campeonato Europeo de Remo entre los años 2015 y 2021.

## Palmarés internacional
| Juegos Olímpicos   | Juegos Olímpicos          | Juegos Olímpicos  | Juegos Olímpicos |
| Año                | Lugar                     | Medalla           | Prueba           |
| ------------------ | ------------------------- | ----------------- | ---------------- |
| 2020               | Tokio (Japón)             | Medalla de plata  | Cuatro scull     |
| Campeonato Mundial |                           |                   |                  |
| Año                | Lugar                     | Medalla           | Prueba           |
| 2017               | Sarasota (Estados Unidos) | Medalla de plata  | Cuatro scull     |
| Campeonato Europeo |                           |                   |                  |
| Año                | Lugar                     | Medalla           | Prueba           |
| 2015               | Poznań (Polonia)          | Medalla de bronce | Cuatro scull     |
| 2018               | Glasgow (Reino Unido)     | Medalla de bronce | Doble scull      |
| 2019               | Lucerna (Suiza)           | Medalla de bronce | Cuatro scull     |